# Puigseslloses
Puigseslloses és una masia del municipi de Folgueroles (Osona) inclosa en l'Inventari del Patrimoni Arquitectònic de Catalunya.

## Descripció
Masia orientada a migdia, situada al Nord-est de l'ermita de Sant Jordi.
Presenta una planta de forma rectangular coberta a tres vessants amb un cos annex cobert a una vessant que sobresurt lleugerament del cos principal. Al davant es forma un petit jardí i s'accedeix directament al primer pis de la casa, formant unes galeries amb dues arcades i orientades vers migdia.Hi ha un gros portal sostingut per pilars que tanca la lliça juntament amb la casa i les dependències agrícoles.
Presenta la tipologia de mas antic, modificat al segle xviii, característic de famílies benestants. A la part de la galeria hi ha un contrafort.

## Història
Aquest mas adoptà el nom de Puigseslloses per les restes del dolmen prehistòric, erigit en un turó proper al mas.
L'antic cognom de Puigseslloses es perdé al segle xvii, quan una pubilla del mas es casà amb l'hereu del mas  la Coma de Falgars (Cabrerès) i es refongueren les dues propietats.
Els propietaris conserven un ric arxiu referent a les terres del mas i de Sant Tomàs de Riudeperes. També tenen documentació de la Coma. Els papers més antics daten del segle xv.